# Língua chamorro
O Chamorro é uma língua de base austronésia e malaio-polinésia, com influência espanhola falada na ilha de Guam e nas ilhas Marianas do Norte, na Oceania.
Aproximadamente metade do vocabulário do chamorro tem origem no castelhano e pode ser considerado um crioulo de base espanhola. O chamorro também usa vocabulários emprestados das línguas micronésias. 
O processo de crioulização, que começou no século XVII e terminou em princípios do século XX, significou uma mudança profunda do chamorro antigo (proto-chamorro) para o chamorro moderno (neo-chamorro) em termos de gramática, fonologia e sintaxe.  
O chamorro atual, entre os jovens, já mostra uma grande influência do inglês e existe uma crescente tendência de misturar chamorro e inglês.

Linguagem Chamorro espalhada pelos EUA.

Existem aproximadamente 50.000 falantes de chamorro nas ilhas Marianas, em Guam e nas ilhas Marianas do Norte (Saipan, Rota, Tinian). Existem também, alguns falantes de chamorro que emigraram para o Havaí, Califórnia e outras partes dos Estados Unidos.

## Alfabeto
’, A, Å, B, Ch, D, E, F, G, Gu, H, I, K, L, M, N, Ñ, Ng, O, P, R, S, T, U, Y

## Números
Atualmente, é comum, em chamorro, usar somente palavras de origem espanhola ao referir-se a números: unu, dos, tres etc..  O chamorro antigo usa diferentes palavras para referir-se a números dividindo-os em categorias:  "números básicos" (para data, hora etc.), "coisas vivas", "objetos inanimados" e "objetos longos":
| Português | Chamorro Moderno | Chamorro Antigo: Números básicos | Chamorro Antigo: Coisas vivas | Chamorro Antigo: Objetos inanimados | Chamorro Antigo: Objetos longos |
| --------- | ---------------- | -------------------------------- | ----------------------------- | ----------------------------------- | ------------------------------- |
| um        | unu/una (tempo)  | hacha                            | maisa                         | hachiyai                            | takhachun                       |
| dois      | dos              | hugua                            | hugua                         | hugiyai                             | takhuguan                       |
| três      | tres             | tulu                             | tato                          | to'giyai                            | taktulun                        |
| quatro    | kuatru           | fatfat                           | fatfat                        | fatfatai                            | takfatun                        |
| cinco     | sinku            | lima                             | lalima                        | limiyai                             | takliman                        |
| seis      | seis             | gunum                            | guagunum                      | gonmiyai                            | ta'gunum                        |
| sete      | sieti            | fiti                             | fafiti                        | fitgiyai                            | takfitun                        |
| oito      | ochu             | gualu                            | guagualu                      | guatgiyai                           | ta'gualun                       |
| nove      | nuebi            | sigua                            | sasigua                       | sigiyai                             | taksiguan                       |
| dez       | dies             | manot                            | maonot                        | manutai                             | takmaonton                      |
| cem       | sien             | gatus                            | gatus                         | gatus                               | gatus/manapo                    |

(Os números de duas casas decimais, começando do 10, são: dies (10), bente(20), trenta (30), kuarenta (40), singkuenta (50), sisenta (60), sitenta (70), ochenta (80), nubenta (90))

## Expressões comuns em chamorro
| Håfa Adai          | Olá             |
| åti adeng-mu       | Cumprimentos    |
| Håfa tatamanu hao? | Como esta você? |
| Håyi na'ån-mu?     | Qual seu nome?  |
| Si João yo'        | Eu sou João     |
| Ñålang yo'         | Estou com fome  |

| Adiós            | Adeus                    |
| Fanatåtte        | E assim você seguirá     |
| Buenas días      | Bom dia                  |
| Oga'an Maolek    | Bom dia                  |
| Talo'ånen Maolek | Boa tarde                |
| Buenas ta'des    | Boa tarde                |
| Puengin Maolek   | Boa noite, ao entardecer |
| Pupuengin Maolek | Boa noite, ao dormir     |
| Buenas noches    | Boa noite, ao dormir     |